# Burns, Oregon
Burns är administrativ huvudort i Harney County i Oregon. Orten har fått sitt namn efter poeten Robert Burns. Enligt 2010 års folkräkning hade Burns 2 806 invånare.

## Kända personer från Burns
- Kellen Clemens, utövare av amerikansk fotboll